# Designerdrug

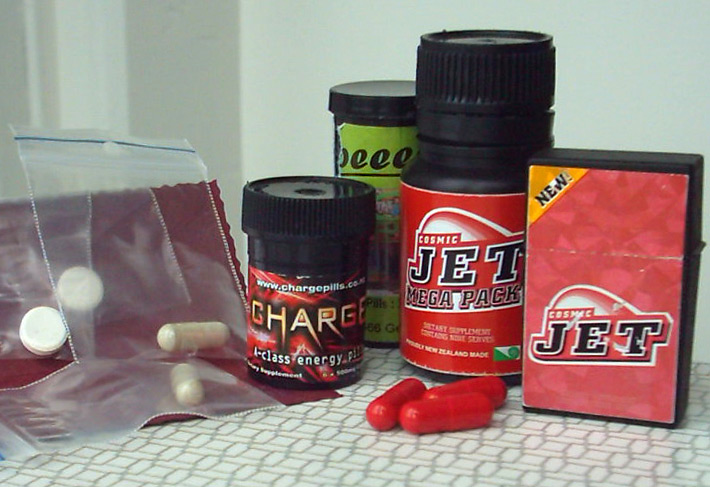
Een selectie designerdrugs.

Designerdrugs, research chemicals of Nieuwe Psychoactieve Stoffen (NPS) is een verzamelnaam voor een groep synthetische drugs. Sommige van deze stoffen kunnen grote schade toebrengen aan de gezondheid. De term ‘nieuwe psychoactieve stoffen’ was eerder door de Europese Unie juridisch gedefinieerd als een nieuw verdovend middel of psychotrope drug, in zuivere vorm of in een preparaat, dat niet valt onder het Enkelvoudig Verdrag inzake verdovende middelen van 1961 of het Verdrag inzake verdovende middelen. Psychotrope stoffen uit 1971. 
Designerdrugs zijn verbindingen waarbij men telkens opnieuw poogt nieuwe moleculen met een lichte structurele variatie op de markt te brengen. Vier belangrijke groepen binnen de designerdrugs zijn gesubstitueerde cathinonen, fenylethylamines, tryptamines en cannabinoïden. De redenen voor de synthese van deze drugs zijn tweeledig: men zoekt naar nieuwe structurele variaties en men poogt continu de wetgever voor te zijn en de wet te ontduiken. Hierdoor is het voor gebruikers mogelijk deze producten legaal aan te schaffen. Omdat er relatief weinig bekend is over toxiciteit en farmacologie van deze designerdrugs is het risico van gebruik relatief hoog.

## Enkele soorten

### Fenylethylamines
- 2C-B-fly
- 2C-C
- 2C-D
- 2C-E
- 2C-G-5
- butylone (bk-MBDB)

### Tryptamines
- 4-HO-MET
- 5-MeO-DMT
- AMT, α-methyltryptamine
- DTP, N,N-dipropyltryptamine

### Cannabinoïden
- JWH-018
- CP 47,497

### Cathinonen
Deze stoffen zijn afgeleid van cathinon, het werkzame bestanddeel van qat.
- 2-MMC
- 3-MMC
- mefedron (4-MMC)
- 4-CEC
- 3-CMC
- mexedrone

### Overige
- Gamma-butyrolacton, GBL
- Benzylpiperazine, BZP

## Legale status
In Nederland zijn designerdrugs sinds 1 juli 2025 opgenomen in lijst IA van de Opiumwet.
Weinig van de designerdrugs zijn illegaal omdat het er te veel zijn om op te noemen. De wetgeving over deze drugs verschilt echter veel per land, in de Verenigde Staten zijn zij bijvoorbeeld voordat ze zijn ontdekt al illegaal volgens de Federal Analog Act. Vaak is bezit wel toegestaan zolang het product niet wordt gebruikt voor consumptie door mensen.
In België en Duitsland zijn deze stoffen veelal verboden onder algemene chemische-analogen-wetgeving.

## Aangekondigd generiek stoffenverbod
Bij de afkondiging van het verbod op 3-MMC op 28 oktober 2021 werd door de Rijksoverheid de aankondiging herhaald van een voorgenomen breder verbod op designerdrugs, ofwel NPS (nieuwe psychoactieve stoffen). Zodra een individuele designerdrug onder de Opiumwet wordt verboden, is het nu nog mogelijk dat drugsproducenten een nieuwe drug maken met een net iets andere samenstelling (molecuulstructuur), waardoor die nieuwe drug vooralsnog legaal op de markt kan komen, bijv. het chemisch verwante 3-chloormethcathinon (3-CMC) in plaats van 3-methylmethcathinon. Met een generiek verbod voor hele stofgroepen met dezelfde chemische basisstructuur die onder de Opiumwet kunnen worden gebracht zouden dan vele designerdrugs bij voorbaat worden verboden, ongeacht de specifieke samenstelling.